# イズレール航空

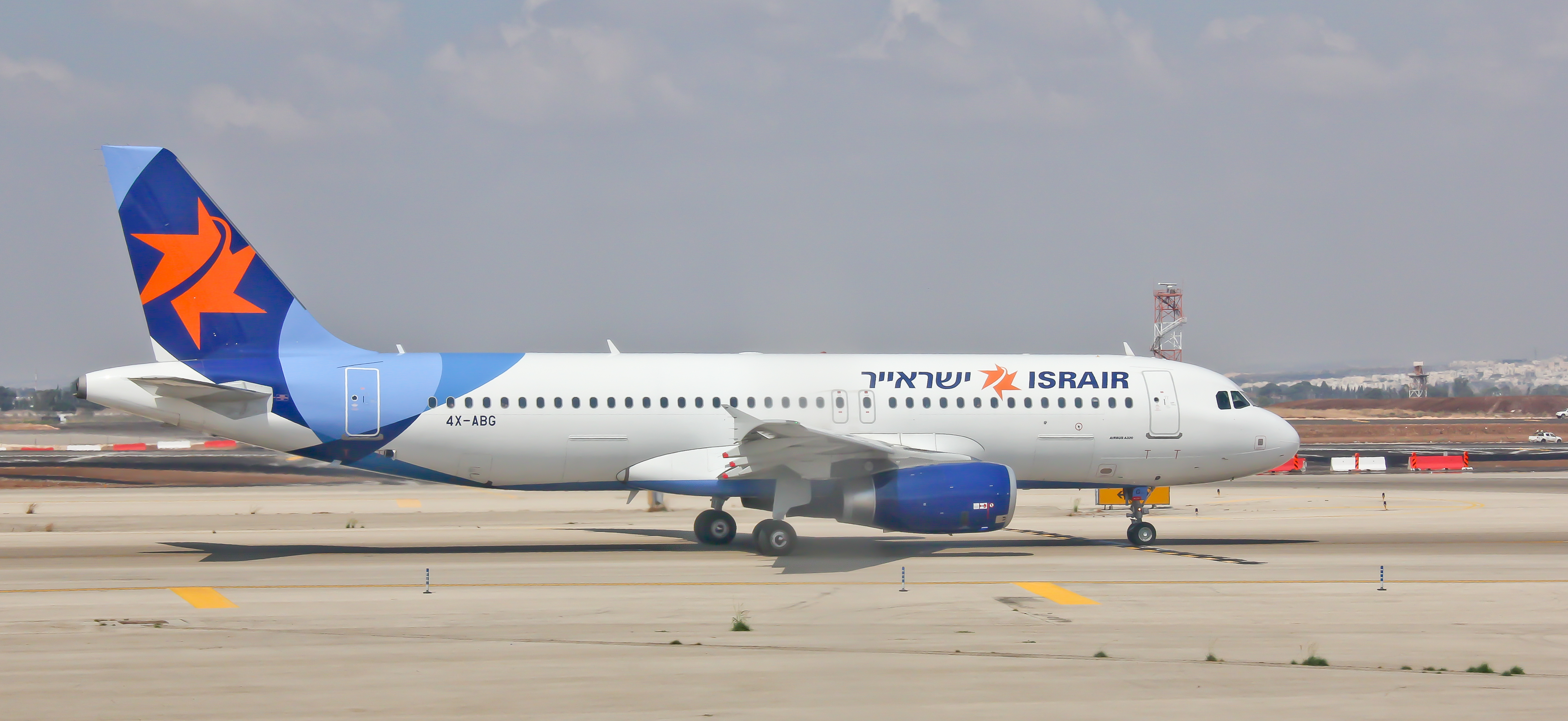
Israir, Airbus A320T, Tel Aviv Ben Gurion

イズレール航空（ヘブライ語: ישראייר、英語: Israir Airlines）はイスラエルの航空会社。「イズレール」と略されることが多い。国内定期便やベン・グリオン国際空港からの国際チャーター便のほか、イスラエル国内の主要空港からの航空タクシー業務やVIPの輸送も行っている。イスラエルではエル・アル航空に次ぐ2番目に大手のキャリアであり350人あまりのスタッフを抱える。起業にあたりモデルとなったのはアメリカの格安航空会社であるジェットブルー航空であるといわれている。

## 歴史
イズレール航空は Kanfei HaEmek（ヴァレー・ウィングス）として1989年に設立され、1996年に今のイズレール航空の名前になった。現在はガンデングループの子会社。当初はテルアビブ・ハイファなど北部の都市を中心に国内線を運航していたが、1999年に国際チャーター線に進出し、ヨーロッパ全土のほかアジアやアフリカ、北アメリカにもネットワークを広げていった。
2004年にはニューヨークのジョン・F・ケネディ国際空港へ進出し、2006年には米連邦航空局とイスラエル政府から定期便への移行の許可が与えられてニューヨーク線を開設しているが、燃料価格の高騰とアメリカ経済の減速による乗客の減少で2008年9月に休止する。
2007年初頭、イズレール航空は機内にモーセ五書を常備すると発表した。これはユダヤ人乗客の祈りに対する配慮であったが、当時イズレール航空の最大のライバルであったエル・アル航空がユダヤ教の安息日にイズレール航空が航空便を運航することに対して強い不満を表明していたため、それに賛同したユダヤ人顧客がエル・アル航空に乗り換えるのを防ぐための作戦であったと考えられている。また2007年後半には乗客が座席足元のスペースについてイズレール航空が誇大広告をしているとして訴訟を起こし、再び話題となった。

## 就航都市
- イスラエル
  - テルアビブ（ベン・グリオン/スデ・ドブ）
  - ハイファ
  - エイラート
- イギリス
  - ロンドン（スタンステッド）
- フランス
  - パリ
  - ニース
- オランダ
  - アムステルダム
- イタリア
  - ローマ
  - ミラノ
  - ヴェローナ
- スウェーデン
  - ストックホルム
- ドイツ
  - ベルリン
  - ミュンヘン
  - シュトゥットガルト
  - ケルン/ボン
- タイ
  - バンコク（季節運航）

## 保有機材
- ATR 42-300 3機
- エアバスA320 3機（3機注文中）

## 事故
2001年6月、ベン・グリオン国際空港に着陸した航空機が激しい着陸により機体がつぶれるということがあったが、乗客は全員無傷であった。
2005年7月にはニューヨークのジョン・F・ケネディ国際空港でDC-8貨物機が離陸しようと加速している最中にイズレール航空機が正面方向から滑走路内に進入し、DC-8貨物機がフルスロットルで加速・離陸することでイズレール航空機のわずか13m上を離陸し衝突を逃れたという事件が発生した。しかしイズレール航空側はこれをイズレール航空の離陸を妨げるように貨物機が離陸体制に入ったという虚偽の事故報告を行い、パイロットと重役数人が解雇されるというスキャンダルが発生した。
2007年5月イズレール航空機がエイラートからテルアビブに飛行した際、ベン・グリオン国際空港の整備士が機体に小さな穴が開いているのを発見した。これはエイラート空港の時点で搭乗用の移動階段が機体にぶつかったときに空いたものであり、エイラートの空港職員がこれを知っていたかどうかの調査が行われている。なおこの飛行機はテルアビブ到着後イタリアに向かう予定で、もしテルアビブの整備士がこれに気付かなかった場合、国際線が飛行する高度10,000m前後ではこの穴が原因で機体が爆発していた可能性が高かった。